# Rapport

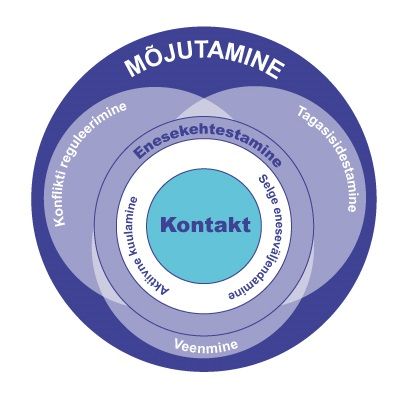
Relaciones y posición de las habilidades comunicativas básicas - habilidades de contacto - entre las habilidades comunicativas

El rapport es el fenómeno en el que dos o más personas sienten que están en “sintonía” psicológica y emocional (simpatía), porque se sienten similares o se relacionan bien entre sí. Es importante diferenciar el rapport de la empatía: esta última consiste en ponerse en el lugar del otro, mientras que el rapport se refiere más bien a afinidad.
La teoría del rapport incluye tres componentes conductuales: atención mutua, positividad mutua y coordinación.
La palabra se deriva del verbo francés rapporter que literalmente significa llevar algo a cambio; y, en el sentido de cómo las personas se relacionan entre sí significa que lo que una persona envía la otra lo devuelve. Por ejemplo, pueden darse cuenta de que comparten los mismos valores, creencias, conocimientos y conductas en torno al deporte, la política o cualquier temática.
El rapport se establece comúnmente en la introducción terapéutica o en cierta situación social que amerite un estímulo y a la vez un intercambio de información, en ello se establece su base psicológica.